# Hudricești
Hudricești falu Romániában, Erdélyben, Fehér megyében. Közigazgatásilag Bisztra községhez tartozik.

## Fekvése
Bisztra közelében fekvő település.

## Története
Hudriceşti korábban Bisztra része volt. Különvált Dâmbureni, Lipaia, Sălăgeşti és Tomnatec.
1956-ban 154 lakosa volt. 1966-ban 167, 1977-ben 181, 1992-ben 145, 2002-ben 122 román lakosa volt.